# Karl Daniel Freyberg
Karl Daniel Freyberg (* 7. Juni 1728 in Dresden; † 1. Mai 1802 in Wittenberg) war ein deutscher Historiker und Physiker.

## Leben
Geboren als Sohn des Bürgermeisters Karl Samuel Freyberg, wurde er am 5. Mai 1747 an der Universität Wittenberg immatrikuliert, erwarb sich am 17. Oktober 1749 den akademischen Grad eines Magisters der Philosophie und wechselte am 26. Oktober 1751 an die Universität Leipzig. Zurückgekehrt nach Wittenberg wird er, nachdem er sich am 27. Februar 1752 die Lehrerlaubnis als Magister legens erworben hatte und Werke zur Geschichte der Reformation verfasst hatte, im selben Jahr Adjunkt an der philosophischen Fakultät und erlangte im Wintersemester 1753 das Baccalaurat der Theologie. 
Kurz darauf wird er außerordentlicher Professor der Altertümer, nachdem man ihn bereits 1758 vorgeschlagen hatte, am 20. Februar 1760 ordentlicher Professor  der Logik und Metaphysik und fand damit Aufnahme in den akademischen Senat der philosophischen Fakultät. Da er ab 1782 aus gesundheitlichen Gründen, vermutlich war dafür sein Gemütsleiden verantwortlich, keine Vorlesungen mehr hielt, obwohl er sie ankündigte, suspendierte man ihn 1792 von seinen Einkünften als Professor. Dennoch gelangte er wieder an dieselben und nachdem er bereits im Sommersemester 1772 das Rektorat der Wittenberger Hochschule bekleidet hatte, übernahm er dieses ebenfalls im Sommersemester 1798.

## Werkauswahl
- De abstinenta primorum Saxoniae Principum Electorum in suscipienda stabiliendaque Lutheri doctrina.